# Michelangelo Antonioni

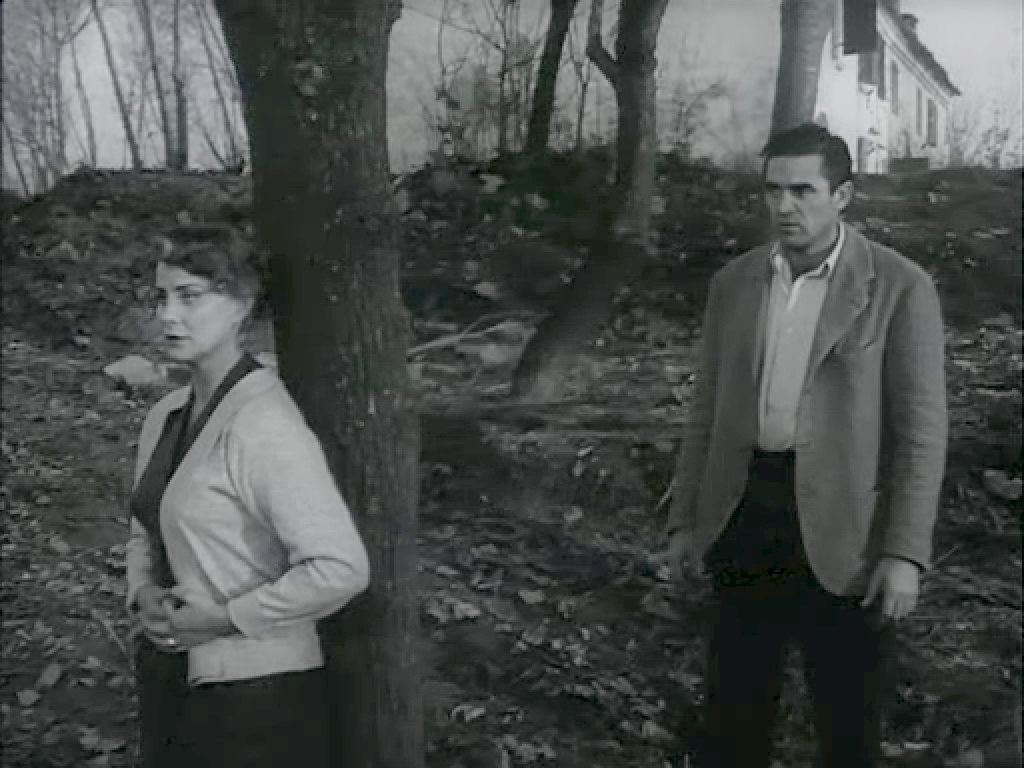
A kiáltás

Michelangelo Antonioni (Ferrara, 1912. szeptember 29. – Róma, 2007. július 30.) David di Donatello-díjas olasz filmrendező és forgatókönyvíró. „A tekintet, amely megváltoztatta a filmművészetet…” – mondják róla, és valóban az olasz és az egyetemes filmművészet egyik legkiemelkedőbb alkotója, Jean-Luc Godard mellett a filmnyelv egyik legjelentékenyebb megújítója. Művészete többek között Jancsó Miklósra is hatott (Oldás és kötés), aki például a hosszú beállításokat saját bevallása szerint is Antonioni nyomán kezdte alkalmazni. De Makk Károly korai „trilógiáján” (Megszállottak / Elveszett paradicsom / Az utolsó előtti ember) is felismerhető az olasz rendező kéznyoma.

## Élete

### A kezdetek
Antonioni édesanyja szegény sorból származott, édesapja viszont szállodatulajdonos volt. (Középpolgári származása egyébként nem mellékes motívum művészete szempontjából, hiszen szinte mindegyik olasz filmje polgári miliőben játszódik.) Származása ellenére Antonioni saját bevallása szerint mindig is az alsóbb néposztályok gyerekeivel szeretett játszani, jobban megértette őket, mint saját „kasztja” gyermekeit. Apja kereskedelmi pályára szánta gyermekét, Michelangelo azonban a képzőművészet és az építészet iránt érdeklődött. Emellett zeneileg is tehetséges volt, sok évig hegedült és teniszben is kiemelkedő teljesítményeket nyújtott, egyetemista korában számos díjat megnyert (ezeket az 1940-es években, amikor Rómában tengődött, mind eladta). Egészen 27 éves koráig szülővárosában élt. Néhány évig Ferrara és Bologna között ingázott, mivel a Bolognai Egyetemre járt, itt szerzett közgazdász diplomát. Rövid ideig a bankszakmában dolgozott, s filmkritikákat írt a Corriere Padano helyi lapba.

### A filmvilág kapujában
1939-ben Rómába ment, ahol részt vett az 1942-es római világkiállítás előkészületi munkálataiban. A feladat azonban nem kötötte le, ezért a Cinema folyóiratnál vállalt munkát: a lap irányítása a Duce fia, Vittorio Mussolini kezében volt. Antonioninak haladó nézetei miatt hamarosan ugyanúgy távoznia kellett a Cinemától, mint korábban a Corriere Padanótól. Három hónapig a Centro Sperimentale di Cinematografia hallgatója lett, ahol megismerkedett későbbi első feleségével, Letizia Balbonival, akivel egészen 1954-ig élt együtt. Erről Antonioni annyit nyilatkozott, hogy itt megtanulta azt a két-három alapfogást, amelyek a filmezéshez szükségesek, ennél többet nem kellett filmiskolában tanulnia. Egy időben szolgált a hadseregben, majd marxista nézetei miatt az ellenállás soraiban bujkált.
Antonioni forgatókönyvíróként került be a szakmába. Munkái közül Roberto Rossellini 1943-ban kettőt is megfilmesített: Egy pilóta visszatér, A kereszt embere. Rossellinin kívül Enrico Fulchignoni számára is dolgozott: A két Foscari című film forgatókönyvét írta. Forgatás közben számos technikai fogást lesett el a kísérletező kedvű Ubaldo Arata operatőrtől. Főleg neki köszönhetően Antonionit Franciaországba küldték, hogy a kiváló rendező, Marcel Carné asszisztense legyen A sátán követei című film forgatásán. Carné ugyan nem volt túl barátságos a fasiszta Olaszországból lényegében ellenőri-társrendezői minőségben érkező Antonionival, ám a tehetséges olasz ifjú újabb hasznos tapasztalatokra tett szert a francia művész mellett.

### Az első filmek
Antonioni 30 évesen forgatta első alkotását, A Pó népe című dokumentumfilmet, amely egy akkor még nem is létező filmes irányzat, a neorealizmus egyik előfutárának tekinthető. Sajnos a végéhez közeledő háborút ez a film is megsínylette: az anyagot elkobozták, és a fasiszták bukása után délre vitték. Itt az anyag részint tönkrement, részint elveszett, s csak nehezen sikerült legalább hiányos formában rekonstruálni a második világháború után. Antonioni elmondása szerint a befejezett film negyede lett az eredetileg tervezett kétharmadának. 1945 és 1950 között Antonioni két forgatókönyvet is írt Joel Visconzinnal, de egyiket sem sikerült megvalósítaniuk. Részt vett De Sancti Tragikus hajsza (1947) című drámája forgatókönyvének elkészítésében, és sikerült újabb rövidfilmeket is rendeznie. Ezek közül a L’Amorosa Menzogna a legérdekesebb, mivel ez adta az ötletet Federico Fellini első önálló filmjéhez, A fehér sejkhez. Másik információk szerint az 1949-es Kedves Iván (Caro Ivan) című történetét Carlo Ponti vásárolt meg Antonionitól két líráért, amelyből végül az említett Fellini film megszületett..
1950-ben Antonioni talált egy producert, aki nem nagy lelkesedéssel ugyan, de finanszírozta első filmjét. Az Egy szerelem krónikája című bűnügyi melodráma cselekményében még nem annyira, de egyes formai megoldásaiban már a jellegzetes „antonionis” stílust előlegezi meg. Vagyis a külsődleges cselekményfordulatok helyett a szereplők belső világa került fókuszba. A három epizódból álló A legyőzöttek (1953) témája a háború utáni fiatalság helyzete. A film nem keltett különösebb figyelmet, ahogyan A kamélia nélküli hölgy (1953) sem. Ez utóbbi egy eladólány gyors felemelkedéséről és bukásáról szól a korszak olasz filmvilágában. Még ugyanabban az évben Antonioni Öngyilkossági kísérlet címmel dokumentumfilmet forgatott a Szerelem a városban című összeállítás számára, melyhez Federico Fellini, Carlo Lizzani, Dino Risi, Francesco Maselli és Alberto Lattuada is készített epizódokat.

### A klasszikus művek

#### A „női filmek”

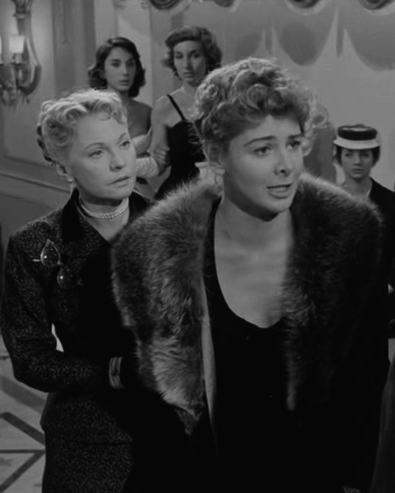
A barátnők

Antonioni 1955-ben forgatott alkotásával, A barátnőkkel vált igazán ismertté a filmvilágban. A mű Cesare Pavese Három magányos nő című regénye alapján készült, s a forgatókönyv megírásában két elismert írónő is részt vett. A film hatásos lenyomatát adja a városi középpolgárság világának, a szereplők egymás közötti viszonyainak bemutatásán keresztül. A kiáltás (1957) Antonioni pályafutásának legszélsőségesebben értékelt darabja. Különlegessége részben abban rejlik, hogy – a rendezőtől szokatlan módon – nem polgári, hanem munkáskörnyezetben játszódik, ám a főhős tragédiáját elsősorban saját belső kételyei okozzák. Ilyen értelemben tehát szervesen kapcsolódik Antonioni előző filmjéhez, s a későbbiekhez is.
Majd a híres tetralógiája előtt – nyilván pénzszerzés céljából – 1958–59-ben két színes, kosztümös nagyjátékfilmhez adott rendezői tanácsot (a stáblistán való feltüntetés nélkül): az Alberto Lattuada által rendezett Szélviharhoz (La tempesta, 1958) és a Guido Birgnone által rendezett Róma csillagaihoz (Nel segno di Roma, 1959).
Kis színházi kitérő után Antonioni 1959-ben újabb filmbe fogott: A kaland a megszokottnál is nagyobb – főleg anyagi – nehézségek kíséretében született meg, s 1960-as cannes-i díszbemutatója botrányba fulladt. Ennek egyik oka az volt, hogy Antonioni az egyébként is látszólag cselekménytelen film egyik izgalmasnak ígérkező szálát „ejtette” (nem derül ki, mi történt a szigeten eltűnt lánnyal), fittyet hányva ezzel a begyöpösödött nézői beidegződéseknek, hogy minden szálat el kell varrni. Az emberi kapcsolatok reménytelenségét közvetítő filmben az expresszív színészi játéknak éppoly fontos a szerepe, mint a kameramozgásnak, a zenének és zörejeknek. A kaland nagy felfedezése még Monica Vitti, aki ebben a filmben és a következőkben is hihetetlenül árnyalt játékával kelti életre Antonioni neurotikus hősnőit.

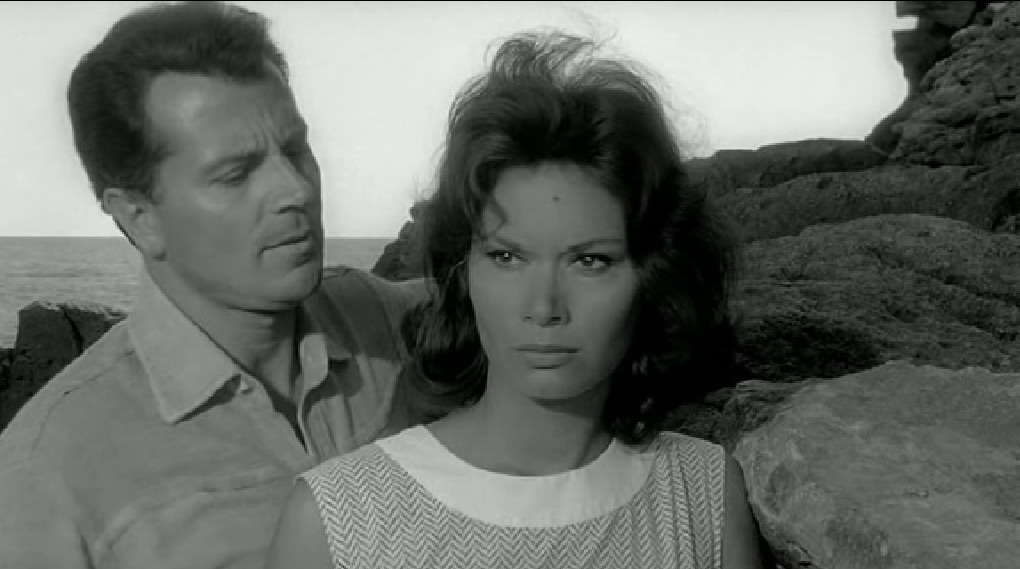
A kaland

A következő mű, Az éjszaka (1961) Marcello Mastroianni és Jeanne Moreau főszereplésével készült. A film egy házasság, benne a házastársak súlyos válságát ábrázolja, esetenként Antonionitól is szokatlanul lassú tempóban, de egyáltalán nem unalmasan és érdektelenül. A Napfogyatkozásban (1962) Antonioni eltökélten halad előre az érzelmi problémák ábrázolásában. Bizonyos értelemben a három film trilógiát alkot: A kaland esetében azt látjuk, miként tesznek tönkre egy kialakuló kapcsolatot az érzelmi nehézségek, Az éjszakában mindezt egy házasság keretén belül figyelhetjük meg, míg A napfogyatkozás ismét Monica Vitti játszotta hősnője már túl van az elromlott kapcsolaton, s egy újabb kapcsolat kialakításának problémáival küzd. A Vörös sivatag (1964) neurotikus hősnője (megint Vitti) láthatóan számos válságot megélt már, s a film azt vizsgálja, hogy miként próbál önmagára találni abban az őt körülvevő érzelmi sivárságban, amelyet a rideg iparváros, Ravenna nyomasztó képei is hangsúlyoznak. A mű Antonioni első színes filmje volt, s benne a Mester azzal próbálkozott, hogy dramaturgiai funkciót adjon a színeknek. Érdekes kísérleteit már akkor sokan vitatták, s ma már zömmel – bár kissé igazságtalanul – erőltetettnek tartják. Az emberi kapcsolatok válságának bemutatásában Antonioni oly messzire jutott ezekkel a filmekkel, hogy utánuk már csak vagy önismétlések, vagy új utak, új témák következhettek.

#### A valóság szökevényei
Antonioni munkásságának újabb szakaszában filmjei középpontjába férfi szereplők kerültek. Változást jelentett az is, hogy bár nem mondott le szereplői egymáshoz való viszonyának bemutatásáról, nagyobb hangsúlyt helyezett a főhős és a környezet kapcsolatának ábrázolására, melyet már a Vörös sivatagban is kiemelten kezelt. A megújulást a világszerte nagy feltűnést keltett, díjakkal méltán elhalmozott, de ugyanakkor sokféleképpen magyarázott és vitatott mű, az Angliában forgatott Nagyítás (1966) jelentette. Alapötlete Julio Cortázar Las babas del diablo című novellájából származik. A kiinduló helyzet krimit sejtet: Thomas, a felkapott divatfotós (David Hemmings) egy parkban látszólag ártalmatlan felvételeket készít, ám otthon, előhívás közben rádöbben arra, hogy egy gyilkosságot örökített meg. Antonionit természetesen nem az esetleges bűnügyi bonyodalmak érdeklik: ezek mellőzése A kaland hasonló rendezői szemléletét juttatja eszünkbe. A Mester számára az igazán érdekes kérdés az, hogy mihez kezd a fotós a felfedezésével? Ki tud-e törni vonzónak látszó, de mégis felszínes, hamis világából, meg tud-e ragadni valamit az igazi valóságból, képes-e valódi művésszé válni? A Fellini stílusára emlékeztető, film végi pantomimes jelenet azt sugallja, hogy Thomas beletörődik abba, hogy a látszatvalóság foglya marad. Nem érdektelen megjegyezni ezzel kapcsolatban, hogy egyesek magát Antonionit is azzal vádolták e film miatt, hogy nem képes az igazi valóság bemutatására, ugyanolyan szemkápráztató illúziót produkál a Nagyítással, mint filmjének pantomimesei. 
Még hevesebb vitákat váltott ki amerikai filmje, a Zabriskie Point (1970). Ennek diák főhőse (Mark Frechette) abban a hiszemben, hogy megölt egy rendőrt, elmenekül a felelősségre vonás elől egy sportrepülőn. A címbéli helyen, egy kísérteties sivatagban találkozik egy lánnyal (Daria Halprin). Egymásra találnak, ám a fiút végül lelövik a rendőrök. Sok mindent felróttak e film kapcsán Antonioninak: hogy nem hiteles a bemutatott Amerika-kép, hogy nem mutat elegendő érdeklődést és rokonszenvet a diákmozgalom iránt stb. Antonionit azonban alighanem ezúttal is jobban érdekelte az érzelmek ábrázolása: míg korábbi hősei esetében a környezet mindig nyomasztó ballasztként nehezedett az emberi kapcsolatokra, a Zabriskie Point a sivatagi helyszínnel arra adott módot, hogy mintegy „sterilen”, csak az érzelmekre koncentrálva foglalkozhasson hőseivel. Mark, a diák számára azonban a sivatag éppúgy a valóságtól menekülés szimbóluma, ahogyan a Nagyítás fényképésze számára a pantomim volt az. David Locke, a riporter zárja a valóság szökevényeinek „antonionis” sorát, ám mielőtt róla készült volna film, Antonioni más tervekkel foglalkozott.
A Kína című dokumentumfilm az Olasz Televízió (RAI) és a római kínai követség felkérésére született, ám a kész film ellen Kína nemzetközi ellenpropagandát fejtett ki, amely Antonionit mélységesen bántotta. Ezután Tecnicamente dolce címmel írt egy forgatókönyvet (jóval később magyar nyelven is megjelent), de Carlo Ponti producer végül kockázatosnak ítélte a projektet, s más témát javasolt. Így született meg Antonioni utolsó, igazán nagy filmje, a Foglalkozása: riporter (1975). A külsőségek a Nagyításra emlékeztetnek: szinte krimibe illő a szituáció, amiből azonban Antonioni ismét egy ember belső válságának történetét bontja ki. Hőse, David Locke (Jack Nicholson) egy kietlen afrikai szállodában egy hirtelen ötlettől vezérelve személyazonosságot cserél halott szomszédjával. Saját levetett élete helyett egy ideig izgalmasnak tűnik új énje, a fegyverkereskedő, de aztán ezt is tehernek érzi. Valószínűleg rádöbben arra, hogy önmaga elől nem menekülhet egy szimpla névcserével, a személyiség nem levethető ruha. Locke bizonyos értelemben a fotós Thomas kiégettebb változata: hivatásához nem fűzi semmilyen személyes érdekeltség, s ez riporteri munkájára éppúgy igaz, mint fegyverkereskedői működésére. A mellé szegődő lány (Maria Schneider) nem egy új lehetőséget jelent számára, hanem saját belső csődjének felismeréséhez segíti hozzá.

### Idős újító vagy megfáradt öregember?

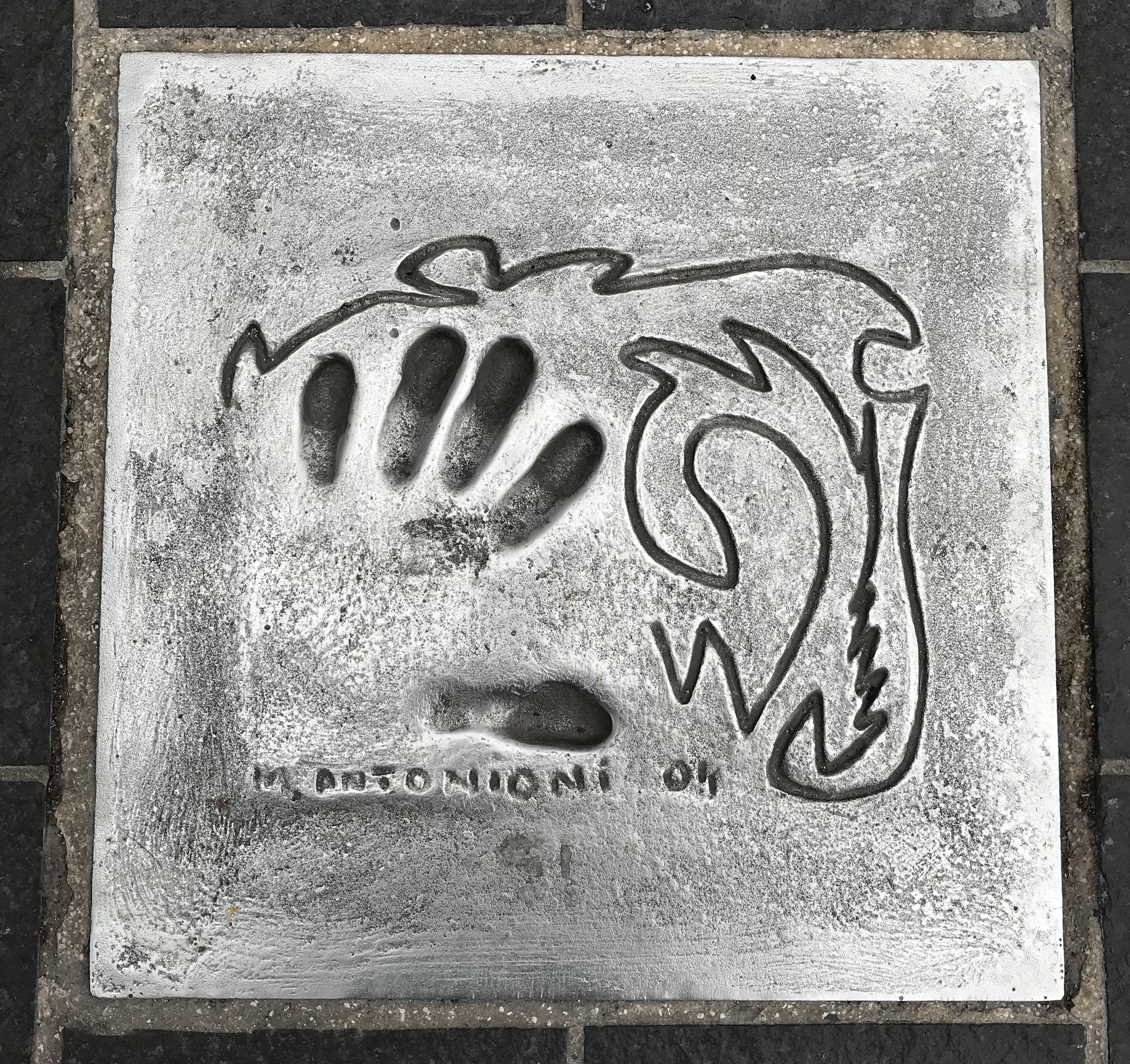
Antonioni kéznyoma Cannes-ban

1980-ban Antonioni a videotechnika lázában égett, ennek lehetőségeit kutatta. Lelkesedésében ekkor hangzott el híres mondása: „Meghalt a mozi, éljen a videó!” Az új technika kipróbálására Jean Cocteau A kétfejű sas című, korábban a szerző által már megfilmesített művét választotta: Az oberwaldi titok (1981) női főszerepére 16 év után ismét Monica Vittit kérte fel. A kissé hosszadalmas kamaradráma jelentősége ismét a színekkel való kísérletezés volt, akárcsak a Vörös sivatag esetében. Az Egy nő azonosítása (1982) című alkotása egyfajta önvallomás: rendező főhőse a valóság megragadhatatlanságának problémájával szembesül. 1984-ben a videó bűvöletében Fotoromanza címmel videóklipet rendezett a karakteresen egyéni hangú olasz énekesnő, Gianna Nannini számára. 1985-ben Antonionit szélütés érte, amelynek következményeként részlegesen lebénult, s elveszítette a beszédkészségét. Ezután felesége, Enrica segítségével kommunikált környezetével. Betegsége ellenére sem hagyott fel a filmezéssel. Néhány rövidebb dokumentumfilm mellett játékfilmeket is forgatott. Wim Wenders segítségével készült alkotását, a Túl a felhőkönt (1995) az idős mesternek kijáró tisztelettel fogadták mindenhol, de éppúgy nem sorolják jelentős alkotásai közé, ahogyan az Eros című 2004-es összeállítás általa rendezett epizódját sem (társrendezők: Steven Soderbergh, Wong Kar Wai).
2007. július 30-án hunyt el Rómában, Ingmar Bergman svéd filmrendezővel egy napon.

## Filmjei

### Egész estés játékfilmek
- 1950 Egy szerelem krónikája (Cronaca di un amore)
- 1953 A kamélia nélküli hölgy / Hölgy kaméliák nélkül / A kaméliátlan hölgy (La signora senza camelie)
- 1953 A legyőzöttek (I vinti)
- 1955 A barátnők (Le amiche)
- 1957 A kiáltás (Il grido)
- 1960 A kaland (L’avventura)
- 1961 Az éjszaka (La notte)
- 1962 A napfogyatkozás (L’eclisse)
- 1964 Vörös sivatag (Il deserto rosso)
- 1966 Nagyítás (Blowup)
- 1970 Zabriskie Point
- 1975 Foglalkozása: riporter (Professione: reporter)
- 1981 Az oberwaldi titok (Il mistero di Oberwald)
- 1982 Egy nő azonosítása (Identificazione di una donna)
- 1995 Túl a felhőkön (Al di là delle nuvole) (társrendező: Wim Wenders)

### Szkeccsfilmek
- 1953 Szerelem a városban (L'amore in città: az Öngyilkossági kísérlet Tentato suicidio című epizód
- 1965 A három arc (I Tre volti: az Előszó/Előhang Il provino című epizód)
- 2004 Eros (Eros: A dolgok veszélyes fonala Il filo pericoloso delle cose című epizód)

### Dokumentumfilmek
- 1943–1947 A Pó népe (Gente del Po)
- 1948 N. U. – Köztisztasági Hivatal (Nettezza urbana)
- 1948 Oltre l'oblio
- 1948 Roma-Montevideo
- 1949 Babona (Superstizione)
- 1949 Bomarzo
- 1949 Hét sétapálca, egy ruha (Sette canne, un vestito)
- 1949 Kegyes hazugság (L’amorosa menzogna)
- 1949 Ragazze in bianco
- 1950 Drótkötélpálya a Faloriára (La funivia del Faloria)
- 1950 Szörnyek villája (La villa dei mostri)
- 1950 Uomini in piú
- 1972 Chung Kuo – Kína (Chung Kuo – Cina)
- 1983 Ritorno a Lisca Bianca
- 1989 Kumbha Mela
- 1989 12 olasz város – 12 olasz filmrendező (12 registi per 12 città: a Róma című epizód)
- 1993 Noto, Mandorli, Vulcano, Stromboli, Carnevale
- 1997 Sicilia
- 2004 Lo Sguardo di Michelangelo

## Fontosabb díjak és jelölések

### Oscar-díj
- 1967 jelölés Nagyítás, legjobb rendezés, legjobb eredeti forgatókönyv
- 1995 Oscar-díj az életműért

### Európai Filmdíj(Felix-díj)
- 1993 egész életműért

### BAFTA-díj
- 1961 jelölés A kaland, legjobb külföldi film
- 1968 jelölés Nagyítás, legjobb angol film

### Ezüst Szalag díj
- 1948 díj Nettezza urbana, legjobb dokumentumfilm (megosztva a Piazza San Marco című filmmel)
- 1950 díj L’amorosa menzogna, legjobb dokumentumfilm
- 1951 különdíj Egy szerelem krónikája
- 1956 díj A barátnők, legjobb rendező
- 1962 díj Az éjszaka, legjobb rendező
- 1968 díj Nagyítás, legjobb rendező (külföldi film)
- 1976 díj Foglalkozása: riporter, legjobb rendező

### Luchino Visconti-díj
Megkapta: 1976

### Cannes-i filmfesztivál
- 1960 A kaland, a zsűri különdíja, Arany Pálma-jelölés
- 1962 A napfogyatkozás, a zsűri különdíja, Arany Pálma-jelölés
- 1967 Nagyítás, Arany Pálma
- 1975 Foglalkozása: riporter, Arany Pálma-jelölés
- 1982 Egy nő azonosítása, a Nemzetközi Filmfesztivál 35. évfordulós díja, Arany Pálma-jelölés

### Nyugat-berlini filmfesztivál
- 1961 Az éjszaka, Arany Medve díj
- 1961 FIPRESCI-díj az addigi munkásságáért

### Locarnói filmfesztivál
- 1957 díj A kiáltás

### Velencei filmfesztivál
- 1955 A barátnők, Ezüst Oroszlán-díj, Arany Oroszlán-jelölés
- 1964 Vörös sivatag, Arany Oroszlán díj, FIPRESCI-díj
- 1983 Arany Oroszlán az életműért
- 1995 Túl a felhőkön, FIPRESCI-díj (megosztva Wim Wendersszel)
- 1998 Pietro Bianchi-díj

## Magyar nyelvű kötetei
- Egy sosemvolt szerelem krónikája. Egy filmrendező elbeszélései; ford. Barna Imre, Magyarósi Gizella, Schéry András; Európa, Bp., 1990 (Modern könyvtár)
- Írások, beszélgetések; összeáll., szerk., jegyz. Zalán Vince, ford. Benda Kálmán et al.; Osiris, Bp., 1999 (Osiris könyvtár. Film)

## Ajánlott szakirodalom
- Pók Lajos: Az Antonioni filmről (in: Kritika 1963. november (I. évfolyam 3. szám) pp. 48–49.)
- Michelangelo Antonioni: A "tény" és a kép (in: Csányi Miklós – Homoródy József (szerk.): Rendezői műhely – cikkgyűjtemény; Filmművészeti Könyvtár 24. kötet; Budapest, 1965, Magyar Filmtudományi Intézet és Filmarchívum, pp. 365–366.)
- Nemeskürty István: Michelangelo Antonioni (in: uő.: A filmművészet nagykorúsága; Budapest, 1966, Gondolat, pp. 140–180.)
- Bán Róbert: A nagyítás (Jegyzetek Antonioni új filmjéről) (in: Nagyvilág 1967/10. pp. 1592–1598.)
- Lukács Antal: "Blow-up" (Antonioni új filmje) (in: uő. (szerk.): Filmélet 1968/1. szám; Budapest, 1968, Magvető)
- Peter Cowie: Az év legjobb rendezői (Antonioni–Joris Ivens–Sidney Lumet–Bo Wideberg) (in: Lukács Antal (szerk.): Filmélet 1968/II. szám; Budapest, 1968, Magvető, pp. 285–320.)
- Veress József: Michelangelo Antonioni: A kiáltás / Az éjszaka (in: uő.: Kétszáz film; Budapest, 1969, Magvető, pp. 512–516-518.)
- Balázs József: Michelangelo Antonioni (doktori értekezés, Budapest, 1969, ELTE-BTK)
- Michelangelo Antonioni: Az éjszaka – forgatókönyv (in: Nemeskürty István (szerk.): Édes élet – forgatókönyvek; Budapest, 1970, Gondolat)
- G. Millar: Antonioni új filmje (in: Valóság 1970/6. p. 127.)
- Nemes Károly: Michelangelo Antonioni (in: uő.: A nyugati filmművészet konfliktusa; Budapest, 1971, Kossuth, pp. 152–160.)
- Szentkuthy Miklós: Például Antonioni, avagy meddig mehetünk túl messzire? (in: Kenedi János (szerk.): Írók a moziban; Budapest, 1971, Magvető, pp. 221–227.)
- Aradi Nóra – Fukász György: Művészet és technika (Budapest, 1974, Gondolat)
- [Külföldi folyóiratokból:] Antonioni új filmjéről (in: Valóság 1975/12. p. 127.)
- Karcsai Kulcsár István: Michelangelo Antonioni – Kortársaink a filmművészetben (Filmbarátok Kiskönyvtára-sorozat; Budapest, 1976, Népművelési Propaganda Iroda)
- Bojtár Endre: A riportút vége (Michelangelo Antonioni: Foglalkozása: riporter) (in: Filmkultúra 1976/4. pp. ???)
- Karcsai Kulcsár István: Michelangelo Antonioni; Magyar Filmtudományi Intézet és Filmarchívum–NPI, Bp., 1976 (Filmbarátok kiskönyvtára. Kortársaink a filmművészetben)
- Julio Cortázar: Nagyítás (Európa Zsebkönyvek 163. kötet; Budapest, 1977 és 1981, Európa)
- Erdélyi Z. Ágnes: Jeanne Moreau – kortársaink a filmművészetben (Filmbarátok Kiskönyvtára-sorozat; Budapest, 1977, Magyar Filmtudományi Intézet és Filmarchívum – Népművelési Propaganda Iroda)
- Györffy Miklós: Michelangelo Antonioni; Gondolat, Bp., 1980 (Szemtől szemben)
- Cesare Pavese: Barátnők (ford. Király Erzsébet; Rakéta Regénytár-sorozat; Budapest, 1980, Magvető) p. 255
- Michelangelo Antonioni: A színészről (in: Karcsai Kulcsár István (szerk.): A jupiterlámpák előtt – interjúk, beszélgetések, vallomások a korszerű filmszínészi játékról; Budapest, 1981, Népművelési Propaganda Iroda, pp. 17–19.)
- Michelangelo Antonioni: A veszélyes vonal. Egy film születése (Munkanapló) (in: Nagyvilág 1981/8. pp. 1156–1160.)
- Dobai Péter: Regula élni a halált is (Michelangelo Antonioni: Az oberwaldi titok) (in: Filmkultúra 1983/2. pp. 31–36.)
- Balla D. Károly: Michelangelo Antonioni: Nagyítás (in: uő.: Tágulók a világegyetembe – versek; Ungvár, 1984, Kárpáti Kiadó, p. 63.)
- Máté Judit: Michelangelo Antonioni: "Az ideális néző én magam vagyok" (in: uő.: A Cinecittá szalonja – római találkozások; Budapest, 1985, Ifjúsági Lap- és Könyvkiadó Vállalat, pp. 93–97.)
- Máté Judit: Monica Vitti – szemtől szemben (Szemtől szemben-sorozat; Budapest, 1985, Gondolat)
- Szentkuthy Miklós: Például Antonioni, avagy meddig mehetünk túl messzire? (1971) (in: uő.: Múzsák testamentuma – összegyűjtött tanulmányok, cikkek, bírálatok; Budapest, 1985, Magvető)
- Deák Tamás: Antonioni és a megismerés esélyei – Michelangelo Antonioni: Egy nő azonosítása (in: Filmvilág 1985/3. pp. 31–32.)
- Michelangelo Antonioni: Az a Tevere-parti bowling – elbeszélések (in: Filmvilág 1985/3. pp. 32–41.)
- Nemeskürty István: A kiábrándult Antonioni (Blow Up, Zabriskie Point) (in: uő.: A filmművészet új útjai; Budapest, 1986, Magvető, pp. 283-300.)
- Michelangelo Antonioni: A nagy big-bang, amellyel megszületett a tér (in: Filmvilág 1987/12. pp. 27–29.)
- Gyürey Vera: Michelangelo Antonioni: Nagyítás (in: Gyürey Vera–Honffy Pál: Chaplintől Mihalkovig – filmelemzések; Budapest, 1988, Tankönyvkiadó, pp. 282–314.)
- Baló Júlia: A film – az életem (Michelangelo Antonioni) (in: uő.: Sztárinterjúk forgatás közben; Budapest, 1988, Múzsák Közművelődési Kiadó, pp. 137–141.)
- Michelangelo Antonioni: Egy sosemvolt szerelem krónikája (Modern Könyvtár-sorozat; Budapest, 1990, Európa)
- Nemeskürty István: A magyar filmművészet, a neorealizmus és Antonioni (1963. július, Milano) (in: uő.: Egy élet mozija – Beszélgetés Koltay Gáborral; Budapest, 1990, Szabad Tér, pp. 115–121.)
- Mészöly Miklós: Antonioni, Nagyítás (in: uő.: A tágasság iskolája; Budapest, 1993, Szépirodalmi, p. 266.)
- Zalán Magda: Michelangelo Antonioni: Egy sohasem volt interjú és egy sohasem volt film (1995) (in: uő.: Barátok a magosban; Budapest, 1995, Argumentum, pp. 279–287.)
- Broch, Hermann: Pasenow avagy a romantika – Alvajárók I. (Pécs, 1998, Jelenkor)
- Broch, Hermann: Esch avagy az anarchia – Alvajárok II. (Pécs, 1998, Jelenkor)
- Broch, Hermann: Huguenau avagy a tárgyilagosság – Alvajárok III. (Pécs, 1999, Jelenkor)
- Zalán Vince (szerk.): Michelangelo Antonioni – Írások, beszélgetések (Osiris Könyvtár; Budapest, 1999, Osiris) p. 503
- Zalán Vince (szerk.): Wim Wenders – Írások, beszélgetések (Osiris Könyvtár; Budapest, 1999, Osiris)
- Rácz Christine: "Ütők és labda nélkül". Dialogicitás és a befogadás nehézségei Kemény István: Az ellenség művészete című regénye és Michelangelo Antonioni filmjei (in: Az irodalmi szöveg antropológiai horizontjai; Budapest, 2000, Osiris, pp. 273–285.)
- Baló Júlia: Michelangelo Antonioni – interjú (in: uő.: Interjúk világsztárokkal; Budapest, 2001, Magyar Könyvklub, pp. 37–42.)
- Tarr Bernadett: Pillanat-ragasztók – A fénykép és a film viszonya a pillanathoz, a fénykép szerepe a filmben, Michalengalo Antonioni: Nagyítás című alkotásának részletes elemzése alapján (szakdolgozat, konzulens: Dér András; Budapest, 2009, Pázmány Péter Katolikus Egyetem – Bölcsésztudományi Kar)
- Cassetti, Francesco: Két narratív stratégia: Antonioni és Hitchcock (in: Fűzi Izabella (szerk.): Hitchcock – kritikai olvasatok; Apertúra Könyvek, Szeged, 2010, Pompeji, pp. ???)
- Paul Schrader: A transzcendentális stílus a filmben: Ozu/Bresson/Dreyer (Szerzőifilmes Könyvtár 2. kötet; Budapest, 2011, Francia Új Hullám)
- Pentelényi László (szerk.): Bolond Pierrot különös kalandja I. kötet: Töredékek Bikácsy Gergely (szubjektív) filmtörténetéből Robert Bressontól Jean-Luc Godard-ig (Szerzőifilmes Könyvtár 4. kötet, Francia Új Hullám Filmművészeti Szakkönyvtár és Könyvkiadó, Bp., 2017)

## Külső hivatkozások

### Idegen nyelven
- Michelangelo Antonioni az Internet Movie Database oldalain
- Antonioniról angol nyelven
- Antonioni filmjeiről angol nyelven
- Még egy angol nyelvű Antonioni-oldal Archiválva 2006. augusztus 19-i dátummal a Wayback Machine-ben
- Antonioniról olasz nyelven

### Magyar nyelven
- Michelangelo Antonioni a PORT.hu-n (magyarul)
- Antonioni leghíresebb filmjeiről
- Labdák a füvön